# Еберхард I фон Валдбург-Зоненберг
Еберхард I фон Валдбург-Зоненберг (на немски: Eberhard I von Waldburg-Sonnenberg; * 1424; † 22 септември 1479) от фамилията Валдбург, е дворцов трушсес, граф на Графство Зоненберг, господар на Шеер (1438), Фридберг (1452), господар на Графство Зоненберг (1455), фогт на Фелдкирх (1450), от 1463 г. 1. имперски граф на Графство Зоненберг. Той основава през 1429 г. линията Зоненберг, която изчезва през 1511 г.

## Биография
Той е син на граф, трушсес и рицар, Йохан фон Валдбург († 1424), и четвъртата му съпруга Урсула фон Абенсберг († 30 януари 1422). Брат е на Якоб I фон Валдбург-Траухбург († 1460), Георг I фон Валдбург-Цайл († 1467), които също основават линии.
Еберхард I наследява баща си през 1424 г. През 1429 г. наследството на баща му се поделя на три линии. Херцог Сигизмунд фон Тирол продава през 1452 г. на Еберхард I своето графство и херлихкайт Фридберг заедно с дворец Шеер и град Шеер за 32 000 гулдена. На 19 юли 1455 г. той купува от по-късния си зет граф Йорг (Георг) фон Верденберг-Сарганс (ок. 1427 – 1504) и брат му Вилхелм от династията Монтфорт, господството Зоненберг за ок. 15 000 гулдена.
Император Фридрих III издига на 11 август 1463 г. господството Зоненберг на графство и фамилията на Еберхард I и неговите наследници на управляващи имперски графове на Зоненберг. След дълги боеве замъкът Зоненберг е разрушен. Граф Еберхард I продава с договор на 31 август 1474 г. Графството Зоненберг за 34 000 гулдена на херцог Сигизмунд от Австрия, управител на Инсбрук.
През 1475 г. Еберхард I предава графството Фридберг-Шеер на синът си Андреас.

## Фамилия
Еберхард I се жени на 21 декември 1432 г. за графиня Кунигунда фон Монфор-Тетнанг († сл. 1463), дъщеря на граф Вилхелм IV фон Монфор-Тетнанг († ок. 1439) и графиня Кунигунда фон Верденберг-Хайлигенберг-Блуденц († 1443). Те имат децата:
- Еберхард II († 1483), от 1479 г. 2. имперски граф на Зоненберг, женен на 14 януари 1481 г. за графиня Анна фон Фюрстенберг (1467 – 1522)
- Йохан (1470 – 1510), от 1483 г. 3. имперски граф на Зоненберг и Волфег, женен ок. май 1488 г. за графиня Йохана фон Дом Салм († 1510)
- Андреас († 1511, убит от граф Феликс фон Верденберг), от 1510 г. 4. имперски граф на Фридберг и Шеер (1472), женен ок. 20 март 1492 г. в Линц за Мария Маргарета фон Щархемберг (1469 – 1522)
- Ото († 1491), като Ото IV епископ на Констанц (1474/1481 – 1491)
- Барбара (fl 1463 – 1514), омъжена 1463 г. за граф Йорг (Георг) фон Верденберг-Сарганс-Монфор († 1474/1504)
- Кунигунда (fl 1472 – 1485), омъжена на 21 октомври 1465 г. за граф Якоб I фон Мьорс-Саарверден († 1483)
- Хелена, омъжена на 28 април 1472 г. за фрайхер Каспар фон Мьорсперг-Бефорт († 1511)
- Магдалена, прьопстин в Унлинген (1494)
- Вероника († 1517), омъжена I. на 26 януари 1478 г. в Йотинген за граф Лудвиг XIII фон Йотинген-Валерщайн († 1486), II. на 25 юни 1488 г. за граф Хуго XVII фон Монфор-Брегенц († 1536)